# Семейство с късмет
„Семейство с късмет“ (на испански: Una familia con suerte) е мексиканска теленовела, режисирана от Хорхе Фонс и Аурелио Авила и продуцирана от Хуан Осорио за Телевиса през 2011-2012 г. Версия е на аржентинтската теленовела Los Roldán, създадена от Марио Шахрис и Адриана Лоренсон.
В главните роли са Арат де ла Торе, Майрин Вилянуева и Лус Елена Гонсалес, а в отрицателните – Даниела Кастро и Серхио Сендел. Специално участие взема първата актриса Алисия Родригес.

## Сюжет
Това е историята за две различни семейства, които не знаят, че нещо ги свързва от много години. Панчо Лопес е скромен дистрибутор на зеленчуци, който е овдовял преди 8 години, когато съпругата му, Лаурита, ражда четвъртото им дете, Куаутемок. Фернанда Пенялоса е една от най-богатите жени в Толука Де Лердо. Тя разбира, че поради сериозно заболяване ѝ остават само няколко месеца живот. Когато Фернанда решава да сложи край на живота си, тя се запознава с Панчо, който ѝ казва, че животът е много красив и решава да я приеме като своя майка. Това, което не знаят, е, че има нещо, което винаги ги е свързвало и ще ги свързва вечно, а именно – Фернанда и Панчо са майка и син. От този момент животът на Лопес се променя. Фернанда, след като се запознава със семейството на Панчо, решава да се свърже с приятелката си, Ребека Тревиньо. Ребека е изискана и културна жена, но преди всичко много красива, която, за нещастие, се превръща в съперница на Грасиела Торес, снахата на Панчо, която е нейна пълна противоположност. Това, което никой не знае, е, че Лопес имат връзка в компания AVON, собственост на Фернанда. Енцо Риналди, изпълнителният директор на компанията, иска да присвои дружеството, тогава Фернанда решава да назначи Панчо като президент на фирмата, който да замени Висенте, неин племенник, заемащ този пост. Висенте иска да види мъртва Фернанда заради това, че му е отнела поста. Фернанда решава да направи всичко възможно, за да приеме Панчо длъжността, която му предлага, а също така в работата трябва да му помагат Ребека, по свое желание, и Енцо, по принуда.
Тази история включва и Пина Артеага, съпругата на Висенте, която е много несигурна жена, Фреди, сина им; Пепе, Ана, Лупита и Куаутемок, децата на Панчо и Лаурита, а също така и Моника Риналди, дъщерята на Енцо, Томас Кампос, приятеля на Лупита, Арналдо Вакавиеха, директор на AVON, и Канди Лопес, сестрата на Панчо. От момента, в който Панчо става президент, всеки от героите започва да живее в моменти на лудост и забавление. Но всичко се променя, когато Панчо и Ребека са компрометирани, а Енцо и Грасиела стават любовници. С пристигането на Майк Андерсън, бившето гадже на Ребека, Лопес научават за приятелство, любовта и най-вече доверието. Семейството на Панчо нараства заради пристигането на родителите на Ребека, дон Хулио Тревиньо и доня Ребека Гарса, а също и с раждането на Пакито Риналди Торес, Ана Лупе и Хулио Лопес Тревиньо. Семейство с късмет ни учи да бъдем щастливи, че нямат значение социалните класи, както и че любовта, приятелството, доверието и най-вече семейството са в основата на щастието.

## Актьори
Част от актьорския състав:
- Арат де ла Торе – Франсиско „Панчо“ Лопес Фернандес
- Майрин Вилянуева – Ребека Тревиньо Гарса
- Лус Елена Гонсалес – Грасиела Торес
- Даниела Кастро – Хосефина „Пина“ Артеага де Ирабиен
- Серхио Сендел – Висенте Ирабиен Рубалкаба
- Алисия Родригес – Фернанда Пенялоса Рубалкаба де Ромеро
- Хулио Брачо Кастийо – Арналдо Вакавиеха Флорес
- Шерлин – Ана Исабел Лопес Торес
- Виолета Исфел – Моника Риналди Руис
- Алисия Мачадо – Канделария де лос Анхелес „Канди“ Лопес Фернандес
- Еухенио Кобо – Октавио Ромеро Веларде
- Пабло Лиле – Хосе „Пепе“ Лопес Торес
- Педро Морено – Енцо Риналди Канторо / Факундо Контрерас Хименес
- Алехандра Гарсия – Гуадалупе „Лупита“ Лопес Торес
- Даниел Аревало – Куаутемок Лопес Торес
- Хуан Диего Коварубиас – Алфредо „Фреди“ Ирабиен Артеага
- Лукас Веласкес – Алехандро Обрегон
- Даниела Диас-Ордас Кастро – Мелиса Ибарола Артеага
- Освалдо де Леон – Томас Кампос
- Марилус Бермудес – Карина Арискорета Лимантур
- Енрике Роча – Наполеон Виляреал Карденас
- Норма Ерера – Ребека Гарса де Тревиньо
- Хуан Вердуско – Хулио Тревиньо
- Марибел Гуардия – Исабела Руис
- Роберто Паласуелос – Майкъл Роберт Андерсън
- Ана Барбара – Лаура „Лаурита“ Торес де Лопес
- Мария Рубио – Инес де ла Борбоя и Руис
- Алекса Диас-Ордас Кастро – Рамона
- Силвия Пинал – Себе си
- Салвадор Санчес – Роберто Хименес
- Касандра Санчес-Наваро – Саломе
- Патрисия Рейес Спиндола – Карлота
- Патрисия Навидад – Мими
- Лусеро – Себе си

## Премиера
Премиерата на Семейство с късмет е на 14 февруари 2011 г. по Canal de las Estrellas. Последният 266. епизод е излъчен на 19 февруари 2012 г.

## Награди и номинации
Награди TVyNovelas 2012
| Категория                           | Личност                                              | Резултат   |
| ----------------------------------- | ---------------------------------------------------- | ---------- |
| Най-добра теленовела                | Хуан Осорио                                          | Номиниран  |
| Най-добра актриса в главна роля     | Майрин Вилянуева                                     | Номинирана |
| Най-добър актьор в главна роля      | Арат де ла Торе                                      | Номиниран  |
| Най-добър пръв актьор               | Енрике Роча                                          | Номиниран  |
| Най-добра актриса в поддържаща роля | Алисия Мачадо                                        | Номинирана |
| Най-добър актьор в поддържаща роля  | Педро Морено                                         | Номиниран  |
| Най-добър млад актьор               | Освалдо де Леон                                      | Печели     |
| Най-добро женско откритие           | Алехандра Гарсия                                     | Печели     |
| Най-добро мъжко откритие            | Пабло Лиле                                           | Печели     |
| Най-добро мъжко откритие            | Хуан Диего Коварубиас                                | Номиниран  |
| Най-добра музикална тема            | „Un día de suerte“, в изпълнение на Алехандра Гусман | Печели     |

Kids Choice Awards Мексико 2012
| Категория              | Личност               | Резултат   |
| ---------------------- | --------------------- | ---------- |
| Любимо мъжко откритие  | Хуан Диего Коварубиас | Номиниран  |
| Любимо женско откритие | Виолета Исфел         | Номинирана |

Награди People en Español 2012
| Категория                                | Личност              | Резултат   |
| ---------------------------------------- | -------------------- | ---------- |
| Най-добра теленовела                     | Най-добра теленовела | Номинирана |
| Най-добра актриса                        | Лус Елена Гонсалес   | Номинирана |
| Най-добър актьор                         | Арат де ла Торе      | Номиниран  |
| Най-добра актриса във второстепенна роля | Алисия Мачадо        | Номинирана |
| Най-добър актьор във второстепенна роля  | Педро Морено         | Номиниран  |
| Най-добър актьор в отрицателна роля      | Серхио Сендел        | Номиниран  |
| Най-добра актриса в отрицателна роля     | Даниела Кастро       | Номинирана |

Награди Galardón a los Grandes (Мексико) 2011
| Категория           | Личност         | Резултат |
| ------------------- | --------------- | -------- |
| Цялостно творчество | Алисия Родригес | Печели   |

## Адаптации
- Los Roldán (2004), аржентинска теленовела, с участието на Мигел Анхел Родригес, Кларибел Медина и Андреа Фрихерио.
- Los Sánchez (2004), мексиканска теленовела, продуцирана за TV Azteca, с участието на Луис Фелипе Товар, Марат Мариана Кастро и Марта Кристиана.
- Los Reyes (2005), колумбийска теленовела, с участието на Енрике Кариасо, Жералдин Сивик и Жаклин Аренал.
- Fortunato (2007), чилийска теленовела, с участието на Марсиал Тагле, Мариана Лойола и Глория Мюнхмайер.